# Shore Z Productions
Shore Z Productions ist ein US-amerikanisches Fernsehproduktionsunternehmen aus Beverly Hills, das 2004 von David Shore gegründet wurde. Es war unter anderem an der Produktion der Fernsehserie Dr. House beteiligt.

## Filmografie (Auswahl)
- 2004–2012: Dr. House (House, 176 Folgen)
- 2015: Battle Creek (13 Folgen)
- seit 2015: Sneaky Pete
- 2016: Houdini and Doyle (10 Folgen)
- seit 2017: The Good Doctor